# وودراف (حوزه سرشماری)، ویسکانسین
وودراف (به انگلیسی: Woodruff) یک منطقهٔ مسکونی در ایالات متحده آمریکا است که در شهرستان اونیدا، ویسکانسین واقع شده‌است. وودراف ۹۶۶ نفر جمعیت دارد و ۴۹۰٫۱۲ متر بالاتر از سطح دریا واقع شده‌است.